# Asiático de Pelo Semi-Longo
O Asiático de Pelo Semi-Longo é uma raça de gato semelhante ao Asiático de Pelo curto, exceto que tem pêlo semi-longo. A raça também é conhecida pelo nome Tiffanie. É reconhecido em qualquer uma das cores e padrões asiáticos de pêlo curto ou birmanês. Como o Asiático de Pelo curto, a raça foi desenvolvida na Ásia e atualmente não é reconhecida por nenhum registro nos EUA. Tem total reconhecimento no GCCF. Está relacionado e, em alguns registros, distinto da Chantilly-Tiffany ou Foreign Longhair, a variante norte-americana.

## História
O Tiffanie foi desenvolvido na década de 1980 no Reino Unido como uma versão de cabelos compridos do Asiático de Pelo curto. As origens da raça podem ser rastreadas até acasalamentos entre um gato de cabelos compridos e um birmanês. Eles são muito parecidos com os Burmillas.

## Temperamento
O Tiffanie é uma raça gentil, ativa e curiosa. Os gatos desta raça são apegados aos seus donos, mas nem sempre se dão bem com outros gatos, pois podem ser bastante ciumentos. O semi-pêlo asiático é espirituoso e espera que seu goleiro dedique muito tempo a ele. Os semi-cabelos compridos asiáticos podem ser muito vocais e não são recomendados para apartamentos pequenos.